# Vaila
Vaila (en nórdico antiguo: "Valey") es una isla localizada en el grupo de las Shetland, en Escocia. Se encuentra ubicada al sur de la península de Westland (isla Mainland) y tiene una superficie de 3,3 km² y alcanza los 95 metros de altura en su punto más alto.

## Historia
La isla ha estado habitada durante miles de años y se han encontrado allí restos del Neolítico y de la Edad del Bronce. Otros restos en la isla incluyen la torre del castillo de Mucklaberry, que fue restaurado en la década de 1890.
En 1837, Arthur Anderson, cofundador de la línea de cruceros P&O, eligió la isla como base para la Shetland Fishery Company, lo que ayudó a poner fin al dominio de los terratenientes sobre la industria pesquera de las  Shetland.
El periodista John Sands vivió en Vaila durante un tiempo a finales del siglo XIX.
Vaila Hall fue construida en la década de 1890 por Herbert Anderton, propietario de un molino de Yorkshire. Se considera una de las mansiones más elegantes de todas las Shetland. Incorpora una antigua casa de terrateniente, construida por James Mitchell en 1696.
En 1993, los Anderton vendieron la isla a un abogado, Richard Rowland, y a su esposa polaca, Dorota Rychlik. En junio de 2022, la pareja puso la isla a la venta por ofertas superiores a 1,75 millones de libras esterlinas. Fue adquirida por un comprador no revelado a principios de 2023.
- Datos: Q1600805
- Multimedia: Vaila / Q1600805